# Chris Jenkins
Christopher Jenkins (Ton Pentre, noviembre de 1961) es un productor, director y animador galés.

## Biografía

### Primeros años
Jenkins nació y se crio en Ton Pentre, Gales del Sur. Asistió a la Ton Pentre Junior School y después a la Upper Rhondda Comprehensive School. Estudió en la Universidad de Middlesex en Inglaterra entre 1982 y 1987, donde obtuvo un título en ilustración científica.

### Carrera
Inició su carrera en 1987 como animador en el filme Who Framed Roger Rabbit. Pasó gran parte de su trayectoria profesional en Walt Disney Pictures, donde ofició como coordinador artístico en la película Atlantis: The Lost Empire. Anteriormente había sido supervisor de efectos en The Hunchback of Notre Dame, y había trabajado como animador en producciones como The Little Mermaid, Beauty and the Beast, Aladdin, The Lion King y Hercules.
Jenkins dejó Disney para trabajar con Sony Pictures Imageworks, donde fue parte importante para el desarrollo de la película Surf's Up. Trabajó también e los Blue Sky Studios en Greenwich, Connecticut por un año durante el desarrollo de Rio.
En 2015 trabajó con DreamWorks Animation en la producción de la película Home. Debutó como director en 2018 con la cinta animada Duck Duck Goose, y en 2024 dirigió y escribió la historia de 10 Lives.

## Filmografía
| Año  | Título                      | Créditos                       |
| ---- | --------------------------- | ------------------------------ |
| 1988 | Who Framed Roger Rabbit     | Animador                       |
| 1989 | The Little Mermaid          | Animador                       |
| 1990 | The Prince and the Pauper   | Animador                       |
| 1991 | Beauty and the Beast        | Animador                       |
| 1992 | Aladdin                     | Animador                       |
| 1993 | Trail Mix-Up                | Animador de efectos especiales |
| 1994 | The Lion King               | Animador                       |
| 1995 | Pocahontas                  | Preproductor                   |
| 1996 | The Hunchback of Notre Dame | Supervisor de efectos visuales |
| 1997 | Hercules                    | Supervisor de efectos visuales |
| 2001 | Atlantis: The Lost Empire   | Coordinador artístico          |
| 2006 | Open Season                 | Agradecimiento especial        |
| 2007 | Surf's Up                   | Productor y escritor           |
| 2014 | Almost Home                 | Productor                      |
| 2015 | Home                        | Productor                      |
| 2018 | Duck Duck Goose             | Director y escritor            |
| 2024 | 10 Lives                    | Director y escritor            |
| TBA  | The Ark and the Aardvark    | Escritor                       |

## Premios y distinciones
Premios Óscar
| Año  | Categoría    | Película           | Resultado |
| ---- | ------------ | ------------------ | --------- |
| 2009 | Mejor sonido | Wanted             | Nominado  |
| 2016 | Mejor sonido | Mad Max: Fury Road | Ganador   |